# Lisses
Lisses és un municipi francès, situat al departament de l'Essonne i a la regió de Illa de França. L'any 2007 tenia 6.871 habitants.
Forma part del cantó de Corbeil-Essonnes i del districte d'Évry. I des del 2016 de la Comunitat d'aglomeració Grand Paris Sud Seine-Essonne-Sénart.

## Demografia

### Població
El 2007 la població de fet de Lisses era de 6.871 persones. Hi havia 2.495 famílies, de les quals 479 eren unipersonals (213 homes vivint sols i 266 dones vivint soles), 664 parelles sense fills, 1.078 parelles amb fills i 274 famílies monoparentals amb fills.
La població ha evolucionat segons el següent gràfic:
Habitants censats

### Habitatges
El 2007 hi havia 2.766 habitatges, 2.521 eren l'habitatge principal de la família, 3 eren segones residències i 243 estaven desocupats. 1.990 eren cases i 706 eren apartaments. Dels 2.521 habitatges principals, 1.613 estaven ocupats pels seus propietaris, 885 estaven llogats i ocupats pels llogaters i 23 estaven cedits a títol gratuït; 114 tenien una cambra, 174 en tenien dues, 329 en tenien tres, 709 en tenien quatre i 1.195 en tenien cinc o més. 2.165 habitatges disposaven pel capbaix d'una plaça de pàrquing. A 1.079 habitatges hi havia un automòbil i a 1.219 n'hi havia dos o més.

### Piràmide de població
La piràmide de població per edats i sexe el 2009 era:
| Homes | Edats   | Dones |
| ----- | ------- | ----- |
| 0     | 95 o +  | 0     |
| 4     | 90 a 94 | 16    |
| 16    | 85 a 89 | 24    |
| 0     | 80 a 84 | 36    |
| 20    | 75 a 79 | 32    |
| 40    | 70 a 74 | 36    |
| 52    | 65 a 69 | 56    |
| 96    | 60 a 64 | 88    |
| 184   | 55 a 59 | 148   |
| 356   | 50 a 54 | 296   |
| 256   | 45 a 49 | 352   |
| 280   | 40 a 44 | 360   |
| 332   | 35 a 39 | 320   |
| 256   | 30 a 34 | 300   |
| 272   | 25 a 29 | 212   |
| 316   | 20 a 24 | 220   |
| 332   | 15 a 19 | 336   |
| 280   | 10 a 14 | 328   |
| 316   | 5 a 9   | 268   |
| 200   | 0 a 4   | 148   |

## Economia
El 2007 la població en edat de treballar era de 4.976 persones, 3.755 eren actives i 1.221 eren inactives. De les 3.755 persones actives 3.530 estaven ocupades (1.771 homes i 1.759 dones) i 225 estaven aturades (104 homes i 121 dones). De les 1.221 persones inactives 428 estaven jubilades, 545 estaven estudiant i 248 estaven classificades com a «altres inactius».

### Ingressos
El 2009 a Lisses hi havia 2.687 unitats fiscals que integraven 7.502 persones, la mediana anual d'ingressos fiscals per persona era de 22.791 €.

### Activitats econòmiques
Dels 653 establiments que hi havia el 2007, 16 eren d'empreses extractives, 5 d'empreses alimentàries, 26 d'empreses de fabricació de material elèctric, 1 d'una empresa de fabricació d'elements pel transport, 60 d'empreses de fabricació d'altres productes industrials, 54 d'empreses de construcció, 202 d'empreses de comerç i reparació d'automòbils, 38 d'empreses de transport, 22 d'empreses d'hostatgeria i restauració, 20 d'empreses d'informació i comunicació, 39 d'empreses financeres, 20 d'empreses immobiliàries, 93 d'empreses de serveis, 35 d'entitats de l'administració pública i 22 d'empreses classificades com a «altres activitats de serveis».
Dels 97 establiments de servei als particulars que hi havia el 2009, 1 era una oficina de correu, 4 oficines bancàries, 1 funerària, 12 tallers de reparació d'automòbils i de material agrícola, 1 taller d'inspecció tècnica de vehicles, 1 establiment de lloguer de cotxes, 1 autoescola, 9 paletes, 5 guixaires pintors, 8 fusteries, 10 lampisteries, 11 electricistes, 8 empreses de construcció, 3 perruqueries, 15 restaurants, 6 agències immobiliàries i 1 saló de bellesa.
Dels 20 establiments comercials que hi havia el 2009, 1 era un hipermercat, 1 un supermercat, 1 una gran superfície de material de bricolatge, 2 fleques, 1 una peixateria, 3 botigues d'equipament de la llar, 2 botigues d'electrodomèstics, 3 botigues de mobles, 3 botigues de material de revestiment de parets i terra, 1 una botiga de material de revestiment de parets i terra i 2 floristeries.

## Equipaments sanitaris i escolars
El 2009 hi havia 4 farmàcies i 1 ambulància.
El 2009 hi havia 3 escoles maternals i 3 escoles elementals. Lisses disposava d'un col·legi d'educació secundària amb 417 alumnes.

## Poblacions més properes
El següent diagrama mostra les poblacions més properes.